# Kên Higelin
Pour les articles homonymes, voir Higelin.
Kên Higelin est un réalisateur, acteur et metteur en scène français, né le 11 février 1972 à Chatou (Yvelines).

## Biographie
Il est le fils de Jacques Higelin et de Kuelan Nguyen, et le demi-frère du chanteur Arthur H et de la chanteuse et actrice Izïa Higelin.
Après avoir travaillé très jeune avec le metteur en scène Peter Brook — notamment dans La Tempête avec Romane Bohringer —, il est remarqué pour ses clips pour des chanteurs français comme Mathieu Boogaerts et Brigitte Fontaine.
En 1993, il tient le rôle principal du film Fausto, dans lequel il incarne un jeune créateur de mode.
En 2021, sa fille, Kim, apparaît pour la première fois dans une série télévisée : Plan B. Il a eu également un fils avec Elli Medeiros.

## Théâtre
- 1985 : Mahâbhârata, mise en scène Peter Brook, Festival d'Avignon
- 1991 : La Tempête de William Shakespeare, mise en scène Peter Brook, Théâtre des Bouffes du Nord et Festival d'Avignon
- 1995 : L'Histoire tragique de la vie et de la mort du Dr Faustus de Christopher Marlowe, mise en scène Stuart Seide, Théâtre de la Ville

## Filmographie
- 1993 : Fausto de Rémy Duchemin avec Florence Darel